# Aneurus
Aneurus is een geslacht van wantsen uit de familie van de Aradidae (Schorswantsen). Het geslacht werd voor het eerst wetenschappelijk beschreven door Curtis in 1825.

## Soorten
Het genus bevat de volgende soorten:

- Aneurus androphymus Bergroth, 1914
- Aneurus angulatus Kormilev, 1965
- Aneurus australicus Stål, 1873
- Aneurus bosqui Kormilev, 1967
- Aneurus brincki Hoberlandt, 1958
- Aneurus crenulatus Kormilev, 1957
- Aneurus equatoriensis Kormilev, 1973
- Aneurus flavomaculatus Distant, 1893
- Aneurus haitiensis Kormilev, 1968
- Aneurus hispaniolensis Picchi, 1977
- Aneurus hrdyi Stys, 1975
- Aneurus incertus Heiss, Wappler & Wedmann, 2014
- Aneurus opertus Zhang et al., 1994
- Aneurus patriciae Picchi, 1977
- Aneurus robustus Kormilev, 1957
- Aneurus ruandae Hoberlandt, 1956
- Aneurus septentrionalis Walker, 1873

Subgenus Aneurus Curtis, 1825
- Aneurus ancestralis Heiss, 1997
- Aneurus arizonensis Picchi, 1977
- Aneurus borealis Picchi, 1977
- Aneurus deborahae Picchi, 1977
- Aneurus fiskei Heidemann, 1904
- Aneurus groehni Heiss, 2001
- Aneurus inconstans Uhler, 1871
- Aneurus laevis (Fabricius, 1775)
- Aneurus leptocerus Hussey, 1957
- Aneurus minutus Bergroth, 1886
- Aneurus politus Say, 1832
- Aneurus pygmaeus Kormilev, 1966
- Aneurus roseae Picchi, 1977
- Aneurus simplex Uhler, 1871

Subgenus Aneurodellus Heiss, 1998
- Aneurus brevipennis Heiss, 1998
- Aneurus brouni White, 1876
- Aneurus goitschenus Heiss, 2013
- Aneurus maoricus Heiss, 1998
- Aneurus prominens Pendergrast, 1965
- Aneurus salmoni Pendergrast, 1965
- Aneurus zealandensis Heiss, 1998

Subgenus Aneurodes Heiss, 1998
- Aneurus avenius (Dufour, 1833)
- Aneurus hainanensis Kormilev, 1968
- Aneurus insularis Kormilev, 1971
- Aneurus nitidulus Kormilev, 1955
- Aneurus similis S.L. Liu, 1981
- Aneurus sublobatus Kormilev, 1968
- Aneurus tagasastei Enderlein, 1931

Subgenus Neaneurosoma Heiss, 2001
- Aneurus kotashevichi Heiss, 2001

Subgenus Neaneurus Heiss, 1998
- Aneurus cai Heiss, 2007
- Aneurus hubeiensis Liu, 1981
- Aneurus macrotylus Jakovlev, 1880
- Aneurus shaanxianus Heiss, 1998

Subgenus Paraneurosoma Heiss, 2012
- Aneurus ursulae Heiss, 2012